# الونتین (آلبوم)
الونتین (به انگلیسی: Eleventeen) نخستین آلبوم استودیویی از گروهٔ موسیقی آلترناتیو راک دیزی چینسا می‌باشد که در سال ۱۹۹۲ منتشر گردید. الونتین تنها آلبوم این گروه با کیتی‌جین گارساید به‌عنوان خوانندهٔ اصلی بود.